# 모하메드 데이프
모하메드 데이프(Mohammed Deif, 1965-2024년 ~ , 아랍어: محمد الديد)로 알려진 모하메드 디아브 이브라힘 알 마스리(아랍어: محمد دياب ابراهيم المصري)는 팔레스타인의 무장세력이자 이슬람 세력의 군대 조직 하마스인 이즈 앗딘 알카삼 여단의 수장이다.
모하메드 알 마스리는 1965년 가자 지구의 칸유니스 난민 캠프에서 1948년 팔레스타인 전쟁 당시 시온주의 민병대에 의해 추방된 가족 사이에서 태어났다. 그는 저소득층 가족을 부양하기 위해 일시적으로 학교를 떠난 것으로 알려졌으며, 나중에 1988년 가자 이슬람 대학교에서 화학 학사 학위를 취득하고 그곳에서 연극 그룹을 설립했다.
마스리는 이스라엘 점령에 맞서 제1차 인티파다가 창설된 지 몇 주 뒤인 1987년 하마스에 합류했고, 나중에 아랍어로 '손님'을 의미하는 모하메드 데이프로 알려지게 되었는데, 이는 그가 표적이 되는 것을 피하기 위해 채택한 유목 생활 방식과 관련이 있을 것으로 보인다. 1990년대와 2000년대 초반에 그는 1996년 자파 로드(Jaffa Road) 버스 폭탄 테러를 포함해 여러 차례 자살 폭탄 공격을 계획했다. 그는 2002년에 알카삼 여단의 수장이 되었고, 이후 그룹의 역량을 발전시켜 그룹을 아마추어 세포 집단에서 조직화된 군사 부대로 변모시켰다. 그는 이스라엘에 대한 로켓 공격과 터널 전쟁을 결합하는 그룹의 전략을 주도했으며, 이스라엘-하마스 전쟁을 시작한 2023년 하마스 주도의 이스라엘 공격 계획의 중심이었다.
데이프는 1995년부터 이스라엘 군인과 민간인을 살해한 혐의로 이스라엘 군의 '최우수 수배' 대상이었다. 그는 2000년 이스라엘의 요청으로 팔레스타인 당국에 의해 구금됐다가 몇 달 뒤 탈출했다. 그는 2001년 이후 8번의 이스라엘 암살 시도의 표적이 되었으며, 가장 최근의 암살 시도는 현재 진행 중인 이스라엘-하마스 전쟁 중에 발생했으며 그 중 적어도 7번은 살아남았다. 그의 아내, 어린 아들, 3살 딸은 2014년 이스라엘의 공습으로 사망했다. 미국과 유럽 연합은 각각 2015년과 2023년에 데이프를 테러리스트 목록에 추가했다. 2024년 5월, 국제형사재판소(ICC) 검사는 데이프와 다른 여러 하마스 및 이스라엘 지도자들의 전쟁 행위에 대해 체포 영장을 신청했다.

## 같이 보기
- 야흐야 신와르